# 小鰭擬油鰻
小鰭擬油鰻，為輻鰭魚綱鰻鱺目糯鰻亞目蛇鰻科的其中一種，分布於中東太平洋區，從尼加拉瓜至哥倫比亞海域，棲息深度100-200公尺，體長可達16公分，棲息在泥底質海域，為底棲性魚類，屬肉食性，生活習性不明。

## 擴展閱讀
維基物種上的相關：小鰭擬油鰻